# モアナ (ディズニーキャラクター)
- モアナと伝説の海 > モアナ (ディズニーキャラクター)
- ディズニープリンセス > モアナ (ディズニーキャラクター)

モアナ・ワイアリキ（Moana Waialiki of Motunui）は、2016年に公開されたウォルト・ディズニー・アニメーション・スタジオの映画『モアナと伝説の海』の主人公である。監督はロン・クレメンツとジョン・マスカーで、モアナの声はハワイ出身の女優で歌手のアウリイ・クラヴァーリョが担当した。幼少期のモアナの声はルイーズ・ブッシュが担当している。モアナは2024年公開予定の続編『モアナと伝説の海2』で再びクラヴァーリョが声を担当する予定であり、2026年公開予定の実写版ではキャサリン・ラガアイアが演じる。
モアナのキャラクターはポリネシア神話にインスパイアされており、彼女はポリネシアの村の族長の強い意志を持つ娘として描かれている。海によって選ばれた彼女は、女神テ・フィティに心を返す使命を託される。島に災厄が訪れたため、モアナはマウイ（ドウェイン・ジョンソン）という伝説の半神を探し、心をテ・フィティに返すことで自分の人々を救おうと旅に出る。
モアナはその独立心や、クラヴァーリョによる声の演技で広く称賛された。2019年までに、モアナはディズニープリンセスの正式メンバーに加わり、12人目のプリンセスとなった。

## 制作

### 企画と脚本
『プリンセスと魔法のキス』（2009年）の監督を務めた後、ロン・クレメンツとジョン・マスカーはテリー・プラチェットの小説『モート』の映画化に取り組み始めたが、必要な映画化権の取得に問題が生じ、そのプロジェクトを継続することができなくなった。その経験を踏まえ、二人はオリジナルのアイデアを3つ提案し、そのうちの1つが採用された。採用されたアイデアの発端は2011年、マスカーがポリネシア神話について調べ始め、半神マウイの英雄的な冒険に興味を持ったことにある。豊かなポリネシア文化に魅了されたマスカーは、このテーマがアニメ映画に適していると感じた。その後、マスカーとクレメンツはプロットを作成し、ジョン・ラセターに提案したところ、ラセターは二人に調査旅行を行うことを勧めた。
2012年、クレメンツとマスカーはフィジー、サモア、タヒチを訪れ、南太平洋地域の人々と文化を学んだ。当初はマウイを主役にした映画を計画していたが、調査旅行の結果、クレメンツは族長の娘を主人公とする新たなアイデアを提案した。
彼らが調査の中で特に興味を持ったのは、約3000年前にポリネシアの人々が突如として遠洋航海をやめたという事実だった。ポリネシアの航海の伝統は、300年頃に始まり、ヨーロッパの探検家たちよりも先行していた。太平洋の先住民は、外国人が来る前から世界とその中での自分たちの位置についての知識を持っていた。たとえば、ハワイ先住民（カナカ・マオリ）は、遠く離れた島々の存在を認識し、その名前もつけており、社会の発展のためにそれらの島々を探検しようとしていた。この航海の伝統は、ヨーロッパの方位磁石に基づくシステムとは異なり、個々の視点に基づく地理知識システムによって可能となっていた。この航海が突然停止した理由は不明だが、気候変動やそれに伴う海流や風のパターンの変化が一因である可能性が指摘されている。太平洋の先住民は約1000年後に航海を再開し、映画の舞台は約2000年前、その時代を背景に設定された。映画の舞台である架空の中央太平洋の島は、フィジー、サモア、トンガの実在する島々からインスピレーションを得ている。
最初の脚本はタイカ・ワイティティによって執筆されたが、彼は2012年にニュージーランドに戻り、第一子の誕生と映画『シェアハウス・ウィズ・ヴァンパイア』（2014年）の制作に専念するために降板した。最初の草案では、モアナは「5人か6人の兄弟」を持つ一家の唯一の娘として描かれており、性別が物語のテーマに関わっていた。しかし、監督たちは、モアナの旅が自己発見に焦点を当てるべきだと考え、兄弟や性別に関するテーマは削除された。次の草案では、モアナの父親が航海再開を望んでいる設定だったが、彼がモアナの旅を上回る存在にならないよう、航海に反対する父親として書き直された。代わりに、パメラ・リボンが、モアナに古代の伝統を伝える祖母のキャラクターのアイデアを提案した。また、別のバージョンでは、モアナが海で行方不明になった父親を救出するという内容もあったが、このアイデアは最終的に父親の背景として微かに残されるのみとなった。

### キャスト
2014年後半、モアナ役のための世界的なキャスティングが開始された。アウリィ・クラヴァーリョは、すでに「YouTubeにたくさんの素晴らしい応募があった」ため、モアナのオーディションを受けることは考えておらず、高校1年生で「ただでさえ混乱している」状況だったため、学業に専念することを決めていた。クラヴァーリョは、非営利団体のイベントでパフォーマンスするためのオーディションで発見されたが、その場にいたキャスティング担当者が『モアナと伝説の海』のオーディションも担当していることは彼女は知らなかった。エージェントのレイチェル・サットンがクラヴァーリョにオーディションを受けるか尋ね、彼女はキャスティング最終日に見られた最後の候補者となった。オーディションでは、クラヴァーリョはディズニーの大好きな曲『塔の上のラプンツェル』の「輝く未来」の30秒間を歌い、さらにハワイアンソングも披露した。クラヴァーリョはオーディション全体を通して混乱していたと述べ、特にスレーティングのプロセスが難しかったが、「全力を尽くした結果、うまくいった」と振り返っている。2015年10月、クラヴァーリョが正式にモアナの声優に選ばれた。プロデューサーのオスナット・シューラーは、「強さと献身、ユーモア、心、そして思いやりを持ったキャラクターを体現できる人物を探していた。アウリィに出会ったとき、彼女はまさにモアナを生き生きとさせてくれた」と語った。
クラヴァーリョはモアナを「勇敢で、美しく、親切で強い」と表現し、「形容詞を一日中でも挙げられる」と述べた。彼女は、モアナは「女の子だけでなく、すべての人にとってのロールモデル」だと称賛している。さらに、モアナは自分の欲望を認識し、それを達成したいという強い意志を持っていると語った。クラヴァーリョは、彼女の成長や文化の発展を助ける姿を楽しんで見守っていた。クラヴァーリョは、モアナが「本当にディズニーのヒロインとして描かれており、力強く、他者にも力を与える存在」であり、恋愛関係に依存していない点が他のディズニーキャラクターと異なると述べた。また、モアナはムーランに似ており、「どちらも強くて勇敢」だと比較している。クラヴァーリョは「モアナという強く、独立した美しいヒロインに声をあてることに深い愛着を感じ、常に誇りに思っている」と語っている。

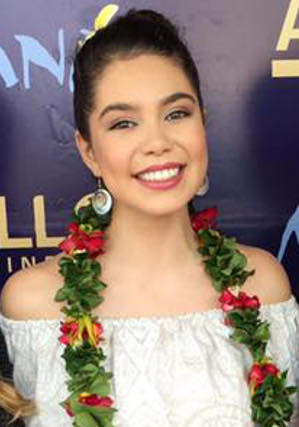
モアナの声は、2016年公開の映画『モアナと伝説の海』の英語版およびハワイ語版で、ハワイ出身の歌手アウリィ・クラヴァーリョが担当している。

クラヴァーリョは、プロの映画制作を初めて経験したため、多くのことに驚いたという。彼女は同じセリフを「30～40回も」録音したことがあり、特定の言葉にかかるストレスや強調の違いが感情を変えることを学んだ。40人の音響技師が、彼女の全ての声の変化や音量の違いを聞き取り、映画に求められる感情を正確に表現しようとした。最終的に、監督たちがどのテイクを最終版に使うかを決定した。また、録音ブースで快適に過ごすのが難しかったと感じており、通常、アニメーターがリアルな表情をキャラクターに反映させるために、録音中の彼女をカメラで撮影していた。彼女はカメラの前でどう振る舞えばいいのか分からず、歌う時には照明を暗くするようお願いしたという。彼女は、自分を見ている監督やアニメーター、作家たちの視線を感じたくなかったからだと説明している。また、クラヴァーリョは、他の共演者であるドウェイン・ジョンソン、テムエラ・モリソン、レイチェル・ハウスとは一度も一緒に録音することはなかった。彼女は、2017年に映画のハワイ語版吹き替えでもモアナ役を再び担当した。

#### 国際版
映画が世界各国で劇場公開された際、全体で45のバージョンが制作され、その中には特別に制作されたタヒチ語吹き替え版も含まれていた。2017年6月には、4人のオリジナル英語版キャストが参加するマオリ語版の制作が発表され、3週間後にニュージーランド出身のジェイディン・ランデルがモアナの声優として紹介された。この映画は2017年9月に公開された。同年、シュルティ・ラネ（ヒンディー語版）はベンガル語版でも同じ役を再演した。2017年11月には、アウリィ・クラヴァーリョがモアナ役を再演するハワイ語吹き替え版の制作が進行中であると発表され、映画は2018年6月10日に初公開された。
多くのヨーロッパ諸国では、商標上の問題によりモアナの名前が「ヴァイアナ」に変更され、これらの国々ではタイトルに代替名が使用された。
| 言語                 | キャスト                               | キャスト                               | 名前                                                                           |
| 言語                 | 台詞                                   | 歌唱                                   | 名前                                                                           |
| -------------------- | -------------------------------------- | -------------------------------------- | ------------------------------------------------------------------------------ |
| フスハー             | イリハム・サブリー                     | カルメン・ソリマン                     | موانا（モアナ）                                                                |
| ベンガル語           |                                        | シュルティ・ラネ                       | মোয়ানা（モアナ）                                                                  |
| ブルガリア語         | ミハエラ・マリノヴァ                   | ミハエラ・マリノヴァ                   | Ваяна（ヴァイアナ）                                                            |
| 広東語               | ソー・ライ・シャン                     | ソー・ライ・シャン                     | 莫娜（モアナ）                                                                 |
| カタルーニャ語       | クリスタル・バレイロ                   | アナ・フェルナンデス・ペリセル         | Vaiana（ヴァイアナ）                                                           |
| クロアチア語         | ミア・ネゴヴェティッチ                 | ミア・ネゴヴェティッチ                 | Vaiana（ヴァイアナ）                                                           |
| チェコ語             | ミヒャエル・トメショヴァ               | ミヒャエル・トメショヴァ               | Vaiana（ヴァイアナ）                                                           |
| デンマーク語         | クララ・ルガーアード                   | クララ・ルガーアード                   | Vaiana（ヴァイアナ）                                                           |
| オランダ語           | ファイェン・ファン・デン・ボス         | ファイェン・ファン・デン・ボス         | Vaiana（ヴァイアナ）                                                           |
| 英語                 | アウリイ・クラヴァーリョ               | アウリイ・クラヴァーリョ               | Moana（モアナ） Vaiana（ヴァイアナ）（イギリスとアイルランドを除くヨーロッパ） |
| エストニア語         | エマ・トロス                           | ケリー・トゥルヴィック                 | Vaiana（ヴァイアナ）                                                           |
| フィンランド語       | ヤスミン・ヤマヤコ                     | ヤスミン・ヤマヤコ                     | Vaiana（ヴァイアナ）                                                           |
| フラマン語           | ラウラ・テソーロ                       | ラウラ・テソーロ                       | Vaiana（ヴァイアナ）                                                           |
| カナダ・フランス語   | セリーズ・カリックス                   | セリーズ・カリックス                   | Moana（モアナ）                                                                |
| フランス語           | セリーズ・カリックス                   | セリーズ・カリックス                   | Vaiana（ヴァイアナ）                                                           |
| ドイツ語             | リナ・ラリッサ・シュトラール           | デビー・ヴァン・ドーレン               | Vaiana（ヴァイアナ）                                                           |
| ギリシア語           | マリーナ・サッティ                     | マリーナ・サッティ                     | Βαϊάνα（ヴァイアナ）                                                           |
| ハワイ語             | アウリイ・クラヴァーリョ               | アウリイ・クラヴァーリョ               | Moana（モアナ）                                                                |
| ヘブライ語           | メシ・クラインシュタイン               | メシ・クラインシュタイン               | מואנה（モアナ）                                                                |
| ヒンディー語         | ムスクカーン・ジャフリ                 | シュルティ・ラネ                       | मोआना（モアナ）                                                                  |
| ハンガリー語         | ファルベジ・ファンニ                   | ファルベジ・ファンニ                   | Vaiana（ヴァイアナ）                                                           |
| アイスランド語       | アグラ・ブリート・アイナースドッティル | アグラ・ブリート・アイナースドッティル | Vaiana（ヴァイアナ）                                                           |
| インドネシア語       | ミランティ・アナ・ジュアンタラ         | ミランティ・アナ・ジュアンタラ         | Moana（モアナ）                                                                |
| イタリア語           | エマヌエラ・イオニカ                   | キアラ・グリスポ                       | Vaiana（ヴァイアナ）                                                           |
| 日本語               | 屋比久知奈                             | 屋比久知奈                             | モアナ                                                                         |
| カザフ語             | ナゼルケ・セリクボロヴァ               | ナゼルケ・セリクボロヴァ               | Моана（モアナ）                                                                |
| 朝鮮語               | キム・スヨン                           | ソヒャン                               | 모아나（モアナ）                                                               |
| ラトビア語           | ヴァンダ・シリニャ                     | ヴァンダ・シリニャ                     | Vaiana（ヴァイアナ）                                                           |
| リトアニア語         | デロテヤ・クラヴチェンカイテ           | デロテヤ・クラヴチェンカイテ           | Vaiana（ヴァイアナ）                                                           |
| マレー語             | メイ・エリッサ                         | メイ・エリッサ                         | Moana（モアナ）                                                                |
| 標準中国語           | リウ・メイリン                         | リウ・メイリン                         | 莫娜（モアナ）                                                                 |
| 国語                 | チェン・シーチュン                     | ウー・イーユー                         | 莫娜（モアナ）                                                                 |
| マオリ語             | ジェイディン・ランデル                 | ジェイディン・ランデル                 | Moana（モアナ）                                                                |
| ノルウェー語         | ノラ・イェストヴァン                   | ノラ・イェストヴァン                   | Vaiana（ヴァイアナ）                                                           |
| ポーランド語         | ヴェロニカ・ボハト                     | ヴェロニカ・ボハト                     | Vaiana（ヴァイアナ）                                                           |
| ブラジルポルトガル語 | アニー・ガブリエリー                   | アニー・ガブリエリー                   | Moana（モアナ）                                                                |
| イベリアポルトガル語 | ルース・フォンセカ                     | サラ・マデイラ                         | Vaiana（ヴァイアナ）                                                           |
| ルーマニア語         | アナ・ビアンカ・ポペスク               | アナ・ビアンカ・ポペスク               | Vaiana（ヴァイアナ）                                                           |
| ロシア語             | ジナイーダ・クプリヤノヴィッチ         | ジナイーダ・クプリヤノヴィッチ         | Моана（モアナ）                                                                |
| セルビア語           | イボナ・ランボセック                   | イボナ・ランボセック                   | Вајана（ヴァイアナ）                                                           |
| スロバキア語         | モニカ・ポトカーロヴァー               | モニカ・ポトカーロヴァー               | Vaiana（ヴァイアナ）                                                           |
| スロベニア語         | カティア・アイステル                   | カティア・アイステル                   | Vaiana（ヴァイアナ）                                                           |
| カスティーリャ語     | クリスタル・バレイロ                   | マリア・パラード                       | Vaiana（ヴァイアナ）                                                           |
| アメリカ州スペイン語 | サラ・パウラ・ゴメス・アリアス         | サラ・パウラ・ゴメス・アリアス         | Moana（モアナ）                                                                |
| スウェーデン語       | ヴィクトリア・ヨハンソン               | ヴィクトリア・ヨハンソン               | Vaiana（ヴァイアナ）                                                           |
| タヒチ語             | サブリナ・ラフリン                     | サブリナ・ラフリン                     | Moana（モアナ）                                                                |
| タミル語             | M・ハリプリヤ                          | M・ハリプリヤ                          | மோனா（モアナ）                                                                   |
| タイ語               | マイラ・モロイ                         | マイラ・モロイ                         | โมอาน่า（モアナ）                                                               |
| トルコ語             | エズギ・エロル                         | エズギ・エロル                         | Moana（モアナ）                                                                |
| ウクライナ語         | マルハリタ・メレシュコ                 | マルハリタ・メレシュコ                 | Ваяна（ヴァイアナ）                                                            |
| ベトナム語           | トラン・ミン・ニュー                   | トラン・ミン・ニュー                   | Moana（モアナ）                                                                |

### 描写
2023年4月、ウォルト・ディズニー・ピクチャーズが『モアナと伝説の海』の実写映画リメイクを制作中であることが発表された。アウリィ・クラヴァーリョが製作総指揮を務めるが、彼女はモアナ役を再演せず、代役のキャスティングに関与する予定である。2023年7月には、SAG-AFTRAストライキの影響で代役のキャスティングが一時中断された。

### 性格とデザイン
ジョン・マスカーは、彼とロン・クレメンツが、ロマンスではなく女性のエンパワーメントに焦点を当て、『トゥルー・グリット』のように「意志の強い少女が挫折した男とチームを組み、冒険を通じて自分の本当の使命を見つけ、世界を救う」という物語を描こうとしたと説明している。また、マスカーは「崖から飛び込み、怪物と戦うアクション満載のプリンセス」というアイデアにも魅力を感じたと述べている。プロデューサーのオスナット・シュラーは、女性主人公を描くためには「彼女自身が完結した存在である必要があった」と語り、モアナが自己主張ができ、思いやりと勇気を持って他のキャラクターと差別化されるようにしたいと述べた。
クリエイティブチームは、モアナに現実的なモデルを作り、女の子たちが自分と重ね合わせられるキャラクターにすることを決定した。彼女は泳ぎや木登り、崖からの飛び込みといったアクティビティを信じられるほどの強さを持つキャラクターとして描かれている。シュラーは、これは「絶対に意識的な決定」であり、ヒーローズ・ジャーニーを描いていたため、すべての人が共感できるキャラクターにする必要があったと説明している。マスカーは、これが彼らの意図であり、モアナが特徴的な存在になることを望んでいたことの一部だと語った。また、彼らは経験豊富な「アクションヒーロー」を創り上げることを目指していた。南太平洋の人々のビジュアルデザインも、現実的な体型が反映されていた。マスカーは、モアナが多くの体力を要するスタントをこなすため、現実的な体型にすることが「自然だった」と述べている。さらに、モアナに現実的な体型を持たせることを強く希望していた女性スタッフもいた。
モアナの髪をよりリアルで表現力豊かなものにするために、新しいプログラム「クイックシルバー」が開発された。ディズニー・エラスティック・ロッドがモアナの巻き毛をサポートし、マルチカーブが新たなカールの情報を提供した。また、濡れた髪をリアルに見せるために、モアナの髪に似たモデルが水に頭を浸すテストが行われた。髪の動きをより自由に表現できる「コリジョン・ドリブン・ヘア・リグ」によって、キャラクターの髪の動きに新たな可能性がもたらされた。多くのシーンではシミュレーションによって動きを表現し、演技の一貫性を保っている。モアナのカールした髪が互いに絡み合うようにするために、新しい「グラブ・ノード」も開発された。映画が屋外を舞台にしているため、風のレベルに応じて髪を動かす必要があり、多くのシーンはディズニーのアニメーターにとって初めての試みだった。

衣装デザイナーは、モアナの服装をできる限り彼女の文化に忠実にしようと努めた。たとえば、モアナの衣装に使われた赤色は、当時、王族を象徴する色だった。また、ボタンが存在しなかったため、ビジュアルデザイナーのネイサ・ボヴェはイノシシの牙を使って衣装を留めた。ボヴェは、モアナの上着はクワの木の繊維で作られ、スカートはパンダナスで作られていると説明している。また、モアナが映画で行う様々な動作を考慮し、彼女のスカートには前面にスリットを入れた。モアナのネックレスにも多くの試行錯誤があり、映画の大部分で登場している。
「このアワビの貝殻を見つけました。実はこれ、軟体動物で、太平洋の島々のどこでも見られるもので、よく使われています。美しいのは、最初はまるで岩のように見えるのですが、それを削り始めると、下から美しいアワビが現れ、海の色合いを帯びています。私はその貝殻にカーブを加え、陸と海の対比が素晴らしいものになりました。そして、モアナは航海者として星を頼りに航海するので、貝殻の上部に星の彫刻を加えました。」 — ネイサ・ボヴェ、ディズニースタイルより

## 登場シーン

### 映画

#### モアナと伝説の海（2016年）
モアナの祖母タラは、風と海を司る変身能力を持つ半神であり、航海の達人マウイが女神テ・フィティの心を盗んだという話を語る。しかし、テ・フィティは消滅し、マウイは火山の悪魔テカーに襲われる。彼の神の釣り針とテ・フィティの心は海に消え、海はモアナを選び、テ・フィティの心を返す使命を託す。モアナの父トゥイと母シナは、彼女を海から遠ざけ、島の族長になる準備をさせようとする。16年後、島に災厄が訪れ、モアナはそれを防ぐために珊瑚礁を越えるべきだと提案するが、父は反対する。モアナはブタのプアと共に試みるが、波に打ち負かされ、岸に打ち上げられてしまう。タラはモアナに、船で満たされた秘密の洞窟を見せ、先祖が航海者であったが、テ・フィティの心が盗まれた後、海が安全でなくなったために航海をやめたことを明かす。タラはさらに、テ・カが災厄を引き起こしていることを説明し、マウイを探し出して心を取り戻さなければならないと告げる。タラは死の床でモアナに旅立つよう説得する。
モアナは洞窟からカマカウ（伝統的なカヌー）に乗って出航するが、台風に巻き込まれ、無人島に漂着する。そこでマウイを見つけるが、彼は自分の偉業を自慢してばかりで、モアナが心を返すよう要求しても拒否し、彼女を洞窟に閉じ込める。モアナは脱出し、マウイと対峙した結果、彼はしぶしぶ彼女をカマカウに乗せる。彼らは、ココナッツの海賊カカモラに襲撃される。カカモラも他の生物同様、心を狙っていたが、モアナとマウイは逃げ延びる。モアナはマウイに、彼がもはや英雄ではなく、心を返して名誉を取り戻すべきだと説得し、協力させる。まず、彼らは怪物の国ラロタイで、巨大なヤシガニのタマトアからマウイの釣り針を取り戻さなければならない。マウイは釣り針を取り戻すが、もはや変身能力を自由に使えなくなっていることに気づく。モアナはタマトアを出し抜き、彼らは脱出する。マウイは、彼が半神となったのは、生まれてすぐに両親に捨てられ、神々が彼を哀れんで力を授けたからだとモアナに告白する。マウイの告白をきっかけに、二人の絆は深まる。
テ・フィティの島に到着した二人は、テカーに襲われる。モアナは引き返すことを拒み、その結果、マウイの釣り針がひどく損傷する。マウイは、もう一度釣り針を失うことを恐れ、涙を流すモアナを見捨てる。モアナは海に向かって、心を戻す他の誰かを探すよう頼み、希望を失う。海は彼女の願いを聞き入れ、心を引き取るが、タラの霊が現れ、モアナを励まし、彼女は自分の本当の使命を見つける。モアナは心を取り戻し、テカーに立ち向かうため再び航海に出る。心変わりしたマウイが戻り、テカーと戦うことでモアナがテ・フィティに到達する時間を稼ぎ、彼の釣り針はその過程で壊れてしまう。モアナはテ・フィティがいなくなっていることに気づき、テカーが心を失ったことで堕落したテ・フィティであることを理解する。モアナは海に道を開けるよう頼み、テ・フィティの心を返す。復活した女神は海と島々の災厄を癒す。マウイはテ・フィティに謝罪し、彼女は彼の釣り針を修復し、モアナに新しい船を与えて、眠りにつき山となる。モアナはテ・フィティに別れを告げ、島に戻り両親と再会する。彼女は族長と航海者としての役割を引き継ぎ、再び航海を始める人々を導く。

#### シュガー・ラッシュ:オンライン（2018年）
モアナは、他のディズニープリンセスや『アナと雪の女王』（2013年）のエルサやアナと共に、『シュガー・ラッシュ』（2012年）の続編『シュガー・ラッシュ:オンライン』（2018年）にメタ的な形で登場する。プリンセスたちがヴァネロペ・フォン・シュウィーツに、自分たちの歌にインスピレーションを得るために「大切な水」を見つめる方法を説明するシーンでは、モアナは海を見つめると言う。後半では、ラルフが塔から落ちてプリンセスたちに助けを求めるシーンで、モアナは噴水の水を渦巻状に上昇させ、エルサがその水を凍らせて滑り台を作り、ラルフの落下を和らげる。モアナは彼を救った後、「You're welcome」と言う。

#### モアナと伝説の海2（2024年）
2020年12月、モアナを主人公としたスピンオフアニメーションシリーズが、2023年にDisney+でデビューすることが発表された。その後、このシリーズは長編映画の続編として再開発され、2024年11月に公開予定となった。

#### モアナと伝説の海（2026年）
2023年4月、ウォルト・ディズニー・ピクチャーズが『モアナと伝説の海』の実写リメイクを2025年公開に向けて制作中であることが発表された。アウリィ・クラヴァーリョが製作総指揮を務めるが、彼女はモアナ役を再演せず、代役のキャスティングに関与する予定である。2023年7月には、SAG-AFTRAストライキの影響で代役のキャスティングが一時中断された。ドウェイン・ジョンソンは2024年2月に、主役の女優がすでにキャスティングされたものの、その情報は意図的に公開されていないと述べた。『モアナと伝説の海2』の発表後、この映画は2026年に公開が延期された。2024年6月、オーストラリアのシドニー出身の新人女優キャサリン・ラガアイアがモアナ役にキャスティングされたことが発表された。

### テレビ番組

#### LEGO ディズニープリンセス:お城の冒険
モアナは、2023年8月18日にDisney+で配信されたレゴのアニメスペシャル『LEGO ディズニープリンセス:お城の冒険』に、主要キャラクターの一人として登場している。

### 商品展開
2019年までに、モアナはディズニープリンセスのラインナップに加わり、ディズニーのアニメ映画に登場する女性主人公をフィーチャーしたメディアフランチャイズおよび玩具ラインの12番目のメンバーとなった。2016年には、ディズニーはサステナブルなパッケージを使用したモアナの人形を発売した。同年11月17日には、プレミアムモバイルゲーム「Moana: Rhythm Run」がリリースされ、「Disney Stickers」「Disney Crossy Road」「ディズニー emojiマッチ」「Disney Story Central」「Disney Jigsaw Puzzles」にもモアナのコンテンツが追加された。2017年1月2日には、ディズニーは無料プレイ型のモバイルゲーム「Moana: Island Life」をリリースした。

### テーマパーク
2016年11月16日、映画公開に先立ち、モアナはウォルト・ディズニー・ワールドに初登場し、ディズニー・ポリネシアン・リゾートでグリーティングを行った。同年11月18日、モアナはディズニーランド・パリの「ハッピーバースデー・ミッキー」キャバルケードにサプライズ登場した。11月20日からは、ディズニーランド・パリのアート・オブ・ディズニー・アニメーションのインタラクティブ・ポストショーエリア「アニメーションステーション」でグリーティングを開始した。2017年5月12日にマジック・キングダムでデビューした「ハッピリー・エバー・アフター」では、モアナが「どこまでも 〜How Far I'll Go〜」を歌いながら登場している。東京ディズニーランドの「イッツ・ア・スモールワールド」のリニューアル後、ポリネシアのシーンにモアナとプアが登場するようになった。2018年5月25日にオープンした香港ディズニーランドのステージショー『モアナ：ア・ホームカミング・セレブレーション』でもモアナが登場している。また、2019年からは上海ディズニーランドの「サマーブラスト」にも登場している。2023年10月16日、ウォルト・ディズニー・カンパニーの100周年を迎えた日に、エプコットの「ワールド・ネイチャー」エリアにある「ジャーニー・オブ・ウォーター」パビリオンの隣に新しいグリーティングスポット「キャラクター・グリーティング」がオープンし、モアナもここで登場している。

## 評価

### 批評家によるレビュー
『ザ・ヴァージ』は、モアナを理想化された部分はあるものの、信じられるほどリアルな体型を持つ、立体的なキャラクターだと評価している。また、彼女の機知と、物語の終わりにパートナーを持たない点も称賛している。IGNは、モアナを忍耐力と勇気を備えた素晴らしいロールモデルだと述べた。ヴィクトリア・マクナリーは、モアナは恋愛に依存せず、優れたリーダーであり、自身の文化を受け入れている点で、最も革新的なディズニープリンセスだとしている。A. O. スコットは、『ニューヨーク・タイムズ』で、モアナを「賢さ、勇気、品位に満ちた感動的なキャラクター」と評した。『ファーストポスト』は、モアナが王子を探すのではなく、自身の使命を追求している点を称賛した。『Plugged In』のボブ・フースは、モアナの集中力、決断力、そして過去の過ちを正すために死と向き合う勇気を称賛している。『ザ・タイムズ・オブ・インディア』は、「彼女は観客の心も掴む。彼女と共に航海に出ることを後悔することはない」と述べた。『ガーディアン』は、モアナが自然を大切にし、未来に挑戦する意欲を持っている点を評価した。『バラエティ』は、モアナを「ディズニーの中でも特に注目すべきヒロインの一人」とし、王子を待たずに自ら運命を切り開く姿を称賛した。『スタンフォード・デイリー』は、モアナの成長と、これまでのディズニープリンセスには見られなかった「人間的な特徴」を称賛している。
アウリィ・クラヴァーリョの声優としての演技や歌唱力も高く評価されている。『スクリーン・ラント』は、彼女のパフォーマンスを「活気があり魅力的」と表現した。『コモン・センス・メディア』は、クラヴァーリョとドウェイン・ジョンソンの「新鮮で師弟関係のようなケミストリー」を称賛している。『Firstpost』は、クラヴァーリョが将来「大きなスター」になるとし、彼女の「驚異的な」歌唱力が映画の中でも特に印象的だと述べた。『ローリング・ストーン』は、クラヴァーリョの演技を「生意気」と評した。『ガーディアン』と『ラジオ・タイムズ』は、クラヴァーリョの声の演技と歌唱を「美しい」と称賛している。『RogerEbert.com』は、クラヴァーリョが年齢を超えたスキルを示し、その優雅さ、タイミング、エネルギーを高く評価した。『Flixist』は、クラヴァーリョを「絶対的な喜び」として称賛している。『ニュージーランド・ヘラルド』は、彼女の声の演技を『ミッキーマウス・クラブ』に例えている。『ハリウッド・リポーター』は、クラヴァーリョの声の演技に感銘を受け、歌唱力も称賛している。『エンターテインメント・ウィークリー』は、クラヴァーリョがモアナの「どこまでも～How Far I'll Go～」でその歌唱力を存分に発揮していると述べた。
一方で、キャラクターに対する批判も存在する。『ScreenCrush』は、モアナの「期待外れな部分」を批判することは「不可能ではない」と述べた。『Film Inquiry』は、モアナの物語が独創性や予測不能さに欠け、他のディズニープリンセスの「コピー」に過ぎないと指摘している。同様に、『デン・オブ・ギーク』は、モアナが『リトル・マーメイド』のアリエルの「逆バージョン」であることを残念に感じたと述べた。

### 受賞歴
モアナは、女性映画ジャーナリスト同盟からアニメ女性キャラクター賞にノミネートされ、『ズートピア』のジュディ・ホップスと同時受賞した。また、モアナとマウイは2017年のキッズ・チョイス・アワードで「お気に入りのライバル」賞にノミネートされたが、この賞は『ズートピア』のキャラクターが受賞した。アウリィ・クラヴァーリョもいくつかの賞を受賞およびノミネートされており、その中にはアニー賞の長編作品声優賞の受賞、ティーン・チョイス・アワードへの2回のノミネートと、ブレイクアウト映画女優賞の受賞が含まれている。